# The Ultra-Florescence
The Ultra-Florescence – promocyjny album polskiej grupy heavymetalowej Corruption, wydany został w 1992 roku nakładem Carnage Records.

## Lista utworów
1. „Unchristian Reality (Intro)” – 2:02
2. „Enraptured With Illusion” – 4:57
3. „Profane Inherence” – 4:14
4. „Into The Darkness” – 5:33
5. „Sanity Ignored” – 6:18
6. „Effigy The Infirmity” – 4:27
7. „The Ultra-Florescence” – 5:13
8. „Absorbed In Misery” – 4:08
9. „Vicious Constellation (Outro)” – 0:51

## Twórcy
- Piotr „Anioł” Wącisz – gitara basowa, wokal
- Grzegorz „Melon” Wilkowski – perkusja
- Janusz „Chicken” Kubicki – gitara
- Mirosław Mróz – keyboard
- P. Horne – wokale